# 小行星5145
小行星5145 （Pholus，发音为/ˈfoʊləs/），中文譯名為人龍星，是太陽系的一顆半人馬小行星，運行在一個橢圓軌道上，近日點在土星軌道的內側，遠日點在海王星的外側。相信人龍星是來自古柏帶的天體，而自從西元前764年之後，未曾接近大行星至一天文單位以內，並且會維持到西元5290年。

## 發現與命名
小行星5145是大衛·拉比諾維茨在亞利桑那大學執行太空監視計畫時發現的，並且被命名為人龍星，在神話中是喀戎的兄弟，稍後被作為小行星2060的名字，以遵循穿越外行星軌道的小行星都以半人馬族的諸神命名的傳統。

## 性質
人龍星是被發現的第二顆半人馬小行星，並且很快的發現它的顏色相當紅，而被暱稱為大紅星，而這種顏色被推論為它的表面存在著有機化合物。
曾經從反射光譜使用兩種空間隔離的元素估計人龍星表面的成分：黑暗的非結晶碳和緊密混合的水冰、甲醇冰、橄欖石顆粒和混雜著複雜的有機化合物（tholins）。黑色的碳元素成分被用來解釋這些天體的低反照率。
不同於第一顆半人馬小行星開朗，人龍星沒有彗星狀的活動特徵。
估計人龍星的直徑是185±16公里  （页面存档备份，存于）。

## 外部連結
- Orbital simulation （页面存档备份，存于） from JPL (Java) / Ephemeris （页面存档备份，存于）

| 前一小行星： 5144 Achates | 小行星列表 | 後一小行星： 5146 Moiwa |